# Agrilus blandus
Agrilus blandus är en skalbaggsart som beskrevs av Horn 1891. Agrilus blandus ingår i släktet Agrilus och familjen praktbaggar. Inga underarter finns listade i Catalogue of Life.